# جائزة تلفزيون اختيار النقاد لأفضل ممثل مساعد في مسلسل درامي
جائزة تلفزيون اختيار النقاد لأفضل ممثل مساعد في مسلسل درامي (بالإنجليزية: Critics' Choice Television Award for Best Supporting Actor in a Drama Series) هي إحدى فئات الجوائز التي تقدمها جوائز اختيار النقاد للتلفزيون (BTJA) لتكريم العمل الذي قام به ممثلو التلفزيون. تم تقديمها في عام 2011 عندما بدأ الحدث لأول مرة. يتم اختيار الفائزين من قبل مجموعة من نقاد التلفزيون الذين هم جزء من جمعية نقاد البث التلفزيوني.

## وصلات خارجية
```
(بالإنجليزية)
```